# 高層住居誘導地区
高層住居誘導地区（こうそうじゅうきょゆうどうちく）は、都市計画法第9条16項による都市計画区分。

## 概要
住居と住居以外の用途とを適正に配分し、利便性の高い高層住宅の建設を誘導するため、第一種住居地域、第二種住居地域、準住居地域、近隣商業地域または準工業地域で、容積率が都市計画で400%または500%と定められたものの内において容積率の最高限度、建ぺい率の最高限度（当該地区における市街地の環境を確保するため必要な場合に限る）および敷地面積の最低限度（当該地区における市街地の環境を確保するため必要な場合に限る）が定められる地区。東雲キャナルコートと芝浦アイランドの2例のみとなっている。